# ピエール・ドゥーカン
ピエール・ドゥーカン（Pierre Doukan, 1927年10月11日 - 1995年10月12日）は、フランスのヴァイオリン奏者。

## 経歴
1927年、パリ生まれ。トゥールーズ音楽院でエレーヌ・フルーリー・ロワの薫陶を受け、パリ音楽院でヴァイオリン、室内楽と音楽史を専攻した。1951年のエリザベート王妃国際音楽コンクールでは10位入賞に終わったが、1955年に同コンクールに再挑戦して三位入賞を果たした。1957年にはパガニーニ国際コンクールで一位なしの二位をサルヴァトーレ・アッカルドと分け合った。
1959年からオペラ＝コミック座のコンサートマスターとなり、1973年からパリ・オペラ座管弦楽団のコンサートマスターに転じた。演奏活動に加えて後進の指導にもあたり、1969年から1992年までパリ音楽院の教授を務め、オリヴィエ・シャルリエやローラン・ケネルらを育てた。1995年、シュレンヌにて没。